# Indri llanós occidental
L'indri llanós occidental (Avahi occidentalis) és una espècie d'indri llanós nadiua de l'oest de Madagascar, on viu en boscos caducifolis secs. Aquest animal nocturn pesa 0,7-0,9 kg i és folívor (s'alimenta de fulles).
Els indris llanosos occidentals viuen en parelles monògames, juntament amb les seves cries.